# Mileva Marić
Mileva Einstein-Marić (på serbisk: Милева Марић-Ајштајн; født 19. december 1875 i Titel, Serbien, død 4. august 1948 i Zürich, Schweiz) var en serbisk fysiker, samt Albert Einsteins første hustru (1903-1919).  Hun og Albert fik 3 børn, datteren Lieserl Einstein (1902-1903) der var født uden for ægteskabet og drengene Hans Albert Einstein (1904-1973) og Eduard Einstein (1910-1965)